# Abere
 (février 2025).
Abere (ou Abele, Obere) est une créature maléfique de la mythologie mélanésienne, décrite comme étant une femme sauvage, entourée de jeunes servantes. Elle résiderait dans les marais. Elle attire les hommes grâce à sa beauté, les piège avec des roseaux qu'elle fait grandir autour d'eux, et les dévore.